# Nombre 146
El nombre 146 (CXLVI) és el nombre natural que segueix el nombre 145 i precedeix el nombre 147.
La seva representació binària és 10010010, la representació octal 222 i l'hexadecimal 92.
La seva factorització en nombres primers és 2×73; altres factoritzacions són 1×146 = 2×73; és un nombre 2-gairebé primer: 2 × 73 = 146. És un nombre d'Erdős-Woods.